# آرمن پورتویان
آرمن یوریکی پورتویان (ارمنی: Արմեն Յուրիկի Պուրտոյան؛ زادهٔ ۲۹ سپتامبر ۱۹۷۰) یک آموزگار و سیاستمدار اهل ارمنستان است که از تاریخ ۲۰۰۳ تا تاریخ ۲۰۱۲ سمت نمایندگی دوره‌های سوم و چهارم مجلس ملی جمهوری ارمنستان را برعهده داشت.

## زندگی‌نامه
در ۲۹ سپتامبر ۱۹۷۰ در ایروان به دنیا آمد و از انستیتو دولتی فرهنگ سلامت و ورزش پرورش اندام ارمنستان فارغ‌التحصیل شد. .